# Стебельський Степан
Стебе́льський Степа́н (псевдо: «Хрін»), (18 жовтня 1914, с. Голинь, нині Калуський район, Івано-Франківська область — 9 вересня 1949, Чехія) — майор УПА, командир сотні «Ударники-5», командир тактичного відтинку ТВ-24 «Маківка» групи УПА-Захід (15.08.1945 — 1948). Один із засновників інженерних підрозділів УПА. Керівник атентату на заступника міністра оборони соціалістичної Польщі, генерала Кароля Свєрчевського (28.03.1947).
Лицар Срібного Хреста Бойової Заслуги 1-го класу (08.1946) та Золотого Хреста Бойової Заслуги 1-го класу (посмертно).

## Життєпис
Народився Степан-Тарас Стебельський 18 (19?) жовтня 1914 р. у селі Голинь, Калуського повіту, на Станіславщині, в багатодітній сім'ї Іллі та Елеонори Стебельських. Мав трьох братів — Романа, Богдана та Володимира, і три сестри — Марію, Наталку та Анну-Ірину.
Його родовід із с. Залужани Самбірського району, за іншими даними — з с. Волоща, колишнього Самбірського повіту, а тепер Дрогобицького району.
До початкової школи пішов у с. Болохові, де вчителював його батько, а закінчив її у с. Татарах. Після закінчення народної школи в с. Татари Степана продовжив навчання в Самбірській Учительській Семінарії, яку він закінчив у 1935 р.
У 1935 році став представником українських видавництв і розповсюджував їхню продукцію.
Працював учителем в с. Лещава-Горішня, згодом директором школи в с. Кузьмина, Перемиського повіту (Закерзоння). Тут одружився з Марією Пиш (15.09.1921 — 7.09.1963), сільською дівчиною. Вінчав їх о. Федукевич у домі Степана Кренти в с. Ліщава Долішня. 13.01.1941 р. в них народилася дочка, яку охрестили Елеонорою на пошану матері Степана, але звали її Лілею. Згодом в них народилася ще одна дочка Володимира, якої батько ніколи не бачив.
Марія була арештована, дітей разом зі старшою сестрою Марії Ґеньою у червні 1947 р. під час операції «Вісла» депортували у західну Польщу.

### Військова кар'єра

Степан Стебельський (ліворуч) та Дмитро Хадай

Степан Стебельський у повстанському таборі

Ще учнем 6-ї кляси доєднався на Самбірщині до Пласту в 37-му курені ім. полк. Вітовського. Коли Пласт був заборонений польською владою у 1930 р., його члени почали діяти нелегально.
На початку 1930-х рр. став членом Юнацтва ОУН й незадовго став референтом пропаганди в Районовій або Повітовій Екзекутиві цієї організації. В тому самому часі став членом товариства «Сокіл», в якому був дуже активним у секції роверистів, та став «тіловиховним інструктором».
У 1934-35 рр. став членом ОУН.
Закінчив старшинську школу польської армії. Військова освіта — капрал-інструктор.
За діяльність у зв'язку з подіями в Карпатській Україні був арештований поляками вночі з 4 на 5 вересня 1939 та запроторений в концтабір в Березі-Картузькій, де пробув до половини вересня 1939 р. й початку німецько-польської війни. У цей час його брат Богдан, якого арештовано у Кракові, карався у Самбірській тюрмі.
Після приходу німецької армії — на нелегальному становищі. В 1942 р. Гестапо заарештувало Стебельського як підрайонного керівника ОУН (1943—1944, краківська тюрма Монтелюпіх).
З приходом радянської влади разом з братом Володимиром з допомогою Степана Кренти, учителя з с. Ліщава Долішня, який став Інспектором шкіл району, перейшли на працю учителів в народній школі у с. Кузьмина в Бірчанщині, де він продовжив свою конспіративну діяльність в ОУН як підрайоновий.
З початком війни поміж Райхом та СРСР був дуже активний у подіях, пов'язаних з проголошенням Акту відновлення Української Держави 30 червня 1941 р. у Львові. У зв'язку з тими подіями арештовано у вересні його брата Богдана.
Степан, який став війтом у с. Кузьмина, продовжував свою підпільну діяльність як організатор збирання та магазинування зброї.
У березні 1942 р. його також арештувало Ґестапо, але після 7-ох місяців тюрми в Добромилі та Перемишлі, з допомогою п. Івана Стебельського (не свояка), який мав знайомства в німецькій адміністрації, йому вдалося вийти на волю.
Лікувався, а в червні 1944 р. знову активізується в ОУН. З червня 1944 — в УПА, чотовий у сотні «Дружинники». В липні-серпні 1944 р. разом з Володимиром Щигельським («Бурлакою») організовує боївку. Після другого приходу більшовиків включився в протиакцію мобілізації українців до Червоної Армії, яких без належного вишколу кидали на фронт як гарматне м'ясо.
На протидію польському збройному підпіллю організовує самооборонні відділи по селах, як теж протирозвідчу групу для ліквідації ворожих агентів. До кінця 1944 р. він мав групу з 75 озброєних та вишколених людей, частину яких, у вересні цього ж року, як окрему чоту, передав до сотні командира «Хоми». З цією сотнею, як чотовий, але тільки зі ступенем старшого стрільця, «Хрін» бере участь у кількох боях й 20 вересня перший раз дістає рану від ворожої гранати.
24 жовтня 1944 року бере участь у найбільшому бою зі сталінськими військами на Закерзонні — біля села Лещава-Горішня, район Перемишля (Битва під Лещавою-Горішньою). Уславився у тій битві відвагою, отримав важке поранення фосфорними кулями в обидві руки, коли особисто розбив радянського танка, одного із двох знищених в тому бою. Була загроза, що руки треба буде ампутувати, однак дівчата-повстанці не допустили цього, а повітова УЧХ Перемищини «Софія» (Стефа Станько з с. Коровники) та медсестра УПА «Богдана» (Леся, донька о. Гайдукевича з Риботич, яка у квітні 1947 р. розірвалася гранатою, щоб не потрапити живою у руки ворога) пильно опікувалися ним і зуміли вилікувати одну руку. Друга рука назавжди залишилася нерухомою. Після бою велику частину відділу к-ра «Хоми» демобілізовано.
Утім, відмовився від демобілізації і взимку 1944—1945 рр. — командир самооборонної боївки, весною і літом — вишкільний інструктор боївок, а весною 1945 організував сотню в складі куреня «Рена» (Мізерний Василь), яка діяла на Закерзонні.
Допомагав вишколювати СКВ в Перемищині (Надрайон «Холодний Яр»). У грудні 1944 р. таких відділів на цьому терені нараховувалося 23. Цю працю головно вели Михайло Дуда («Громенко»), Ярослав Коцьолок («Крилач») та ін. На початку грудня, на власне бажання, його назначено командиром спеціального відділу з метою очищення терену від ворожої агентури.
У половині березня к-р «Коник» доручив йому зліквідувати польське с. Борівницю, яке стало випадковою базою проти українського населення, що він і виконав 21 квітня 1945 р. з допомогою відділів «Громенка» та «Зруба».
9-12 травня на відправі референтів та командирів СБ Надрайону «Холодний Яр» його зроблено Третім заступником Реф. СБ надрайону. Референтом був Василь Цап'як «Потап».
У бою під с. Доброю Шляхетською з польськими грабіжницькими бандами у червні 1945 р. «Хрін» знову був ранений, тим разом в лице.
Запальна натура «Хріна», його наступальна тактика створювали часто конфліктні ситуації у підпільному керівництві у Перемищині й навіть пізніше на Лемківщині, де к-р ТВ «Рен» старався обмежити його діяльність. У червні за різні непорозуміння та буцімто несубординацію «Хріна» поставлено перед організаційний суд, але звільнено від всіх звинувачень й кари.
У 1945-47 рр. відділи УПА інтенсивно творять опір виселенчій кампанії, сотня «Хріна» — одна з найактивніших.
У серпні 1946 — Стебельський був підвищений до звання поручника і нагороджений Срібним Хрестом бойової заслуги 1-го класу.
Сотня «Ударник-5» — 28 березня 1947 нав'язала бій конвою польського генерала Свєрчевського в селі Яблінки між селами Балигород і Тісна. В ході бою заступника міністра оборони Польщі, генерала Кароля Свєрчевського убито. Понад те, три дні по тому, коли на місце загибелі генерала прибула авторитетна військова комісія під охороною великого прикордонного загону, сотня «Хріна» влаштувала ще одну засідку і повністю погромила загін. Убито понад 30 вояків ворога.
Це одна з найгучніших акцій УПА після Другої Світової війни, яка підштовхнула польську сторону до явно протизаконних дій — депортації всіх українців краю на колишні німецькі території (акція «Вісла»).
| Ясно одне: смерть генерала була не причиною, а лиш вигідним приводом і сигналом для початку акції "Вісла". Її ідея визріла ще восени 1946 року. Інспекційна поїздка Свєрчевського саме й здійснювалася в ході підготовки до акції. Отже, смерть усунула генерала від участі в ній і тим самим уберегла від ганьби. |
Майор Стебельський представив вояків куреня до військових нагород. Були відзначені: чотовий Захаренко Іван «Грань», ройовий Дмитро Марусяк-«Зайчик» — Золотим Хрестом бойової заслуги І кл.; кулеметник «Дух» — Золотим Хрестом бойової заслуги ІІ кл.; амуніційний «Водяник» — Срібним Хрестом бойової заслуги І кл.; ройовий Дмитро Ровенчак-«Заяць», ланковий «Шварний», кулеметники «Комар» і «Берест», стрілець «Гріх» — Срібним Хрестом бойової заслуги ІІ кл.
В червні 1947 за наказом «Рена» сотня «Хріна» прорвалася біля с. Сянки на територію УРСР, де Стебельский із 15 серпня 1947 став командиром 24-го Тактичного відтинку «Маківка» (Дрогобич). Це дуже стурбувало кремлівське керівництво. Начальник Внутрішніх Військ МҐБ, ген. лейт. Бурмак вислав у Дрогобиччину Начальника Оперативного Відділу Внутрішніх Військ МҐБ Українського Округу полк. Любітова для спеціального розслідування цієї справи та допиту вояків, які попали в руки МҐБ, а саме Петра М. Тхорика («Воробця») та Андрія М. Сенчишина («Клима»), обох із сотні «Біра». Під час допиту вони виявили, що відділ, який перейшов кордон, нараховує 120 осіб із трьома командирами («Бір», «Хрін» і «Стах»). Однак «Хрін» та новоприбулі повстанці, хоч і з деякими втратами, але щасливо відв'язалися від відділів МҐБ, які кинуто проти них.
15 серпня «Хрін» передав команду сотні «Стахові» і лісі під с. Стара Сіль і перебрав команду 24 ТВ «Маківка». Призначення отримав особисто від майора Миколи Твердохліба «Грома», к-ра ВО «Говерля».
Нагороджений у вересні 1947 Золотим Хрестом Заслуги 1 кл. на відправі Окружного проводу Дрогобиччини. Його також вирізнено у святковому наказі генерала Тараса Чупринки.
У 1948-49 рр. він як к-р ТВ далі керує боротьбою в Дрогобиччині. Але за наказом Головного Командування УПА йому доводиться у 1948 повністю демобілізувати («розв'язувати») всі 5 сотень свого ТВ: 24 липня сотню 90, 10 вересня — лемківську сотню 95а, з якою він прибув в Україну. Цей факт і важкі втрати з його оточення (21 вересня 1948 р. загинула «Тетяна» та інші) мусили бути для нього тяжким ударом.
У вересні 1949 р. Наказом ч. 2 ген. Чупринки розформовано всі існуючі відділи УПА. З частиною розформованої сотні «Басейн» к-р «Хрін» вирушив рейдом на Захід.
Від 1 жовтня 1949 р., дати його останнього звіту як к-ра ТВ до к-ра ВО «Говерля», вісток про «Хріна» майже немає.
Загинув Степан Стебельський 9 вересня 1949 в околиці біля села Погорільце (Pohořelice), у Злінському окрузі Чехії. Був на чолі охорони групи кур'єрів УГВР, які прямували до американської зони окупації. Існують припущення, що не загинув у Чехії, а був переданий полякам, як і командир Щигельський.
Командував підрозділами УПА в ста боях, у жодному не мав поразки. Більшість боїв майор Стебельський провів проти 2-ї польської армії та Окремого 18-тисячного корпусу армії Чехословаччини, висланої на підмогу Польщі.

## Мемуаристика
Автор споминів «Зимою в бункрі», «Крізь сміх заліза». Завдяки цим матеріалам дослідники історії УПА розкрили індустрію побудови славетних бандерівських бункерів — криївок. Змальовано досконалу роботу інженерних військ УПА, унікальні технології безпеки, постачання харчів, повітря, комунікації із поверхнею.
Водночас, майор Стебельський переслідує практичну мету пропаганди української визвольної війни, підтримку військового духу в окупованих територіях:
| Ми є свідками героїчної постави відділів УПА-Захід. За лінією Керзона сотні зводять безчисленні бої. Серед голоду, холоду, з малими запасами амуніції — ставлять вони чоло багатократним переважаючим силам ворога. Прориваються з оточення ворожих дивізій і промощують та продовжують свої пробої зброєю і амуніцією, здобутою на ворогові. Проти відділів УПА Лемківщини і Перемищини йдуть 2-а польська армія під командуванням віцеміністра оборони ген. Свєрчевського, 18-тисячна армія чеських комуністів та ряд большевицьких найкращих спецвідділів. «Закерзоння» довжиною 700 км — замінилося в один пустир. Ворог у варварський спосіб викинув усе населення, спалив села. Відділи УПА на Лемківщині не їдять нераз по декілька днів, але далі ставлять чоло в кривавих боях, застелюють відвічні західні українські землі ворожими трупами. Б'ються за кожне село, містечко, за кожний ліс, гору і поле. Спеціяльні чужоземні коресподенти приїздять на поле бою, а ворог це називає "полудньово-всходні фронт". Могили наших воїнів, що впали на західніх рубежах України, стали незмінними граничними стовпами українських прадідівських земель... |

### Окремі видання
- Хрін С. Зимою в бункрі / Степан Хрін. — Авгсбург: До зброї, 1950. — 150 с.
- Хрін С. Крізь сміх заліза / Степан Хрін. — Авгсбург: До зброї, 1952. — 165 с.
- Стебельський С. Крізь сміх заліза / Степан Стебельський. — Київ: Пропала грамота, 2020. — 360 с. (збірка, що містить два твори: «Крізь сміх заліза» та «Зимою в бункері»)
- Літопис УПА. Т. 30. Степан Стебельський («Хрін»), Олекса Конопадський («Островерх»). Крізь сміх заліза (Хроніки). Торонто — Львів, 2000. — 549 с. ISBN (en): 0-920092-42-X, ISBN (ua): 966-95674-2-4.

## Вшанування пам'яті
14 жовтня 2012 року з нагоди 70-річчя створення Української Повстанської Армії на «Площі пам'яті» у Самборі було відкрито погруддя Степана Стебельського «Хріна».